# Ахимаац бен-Палтиель
Палтиель (вторая половина X в.) — египетский визирь при фатимидских халифах Аль-Муиззе и аль-Азизе (вторая половина X в.) и нагид (глава еврейской общины).
В «Хронике» Ахимааца бен-Палтиель говорится, что Палтиель по материнской линии является внуком Хисдаи бен-Хананеля и что одним из его предков был литургический поэт Шефатия бен-Амитай из Ории. Самуил бен-Хананель бен-Палтиель из Ории достиг в Капуе большого влияния у властей, став откупщиком налогов и монеты. Богатый и учёный, он дал научное образование своему сыну Палтиелю, который добился высокого официального положения.
При завоевании Ории фатимидским халифом Аль-Муиззом в 962 году, Палтиель приобрёл расположение завоевателя своим астрологическим искусством (по словам Иуды бен Самуила из Регенсурга в Sefer Ḥasidim, Пальтиель в Ории попал в плен Фатимидам, где стал врачом халифа). Палтиель переехал в Египет, где был назначен визирем. По Ахимаацу, на него легла обязанность в снабжении армии.
Благодаря заступничеству Палтиеля, византийский император освободил евреев-пленников из Бари и Отранто.
Потомок (или родственник) Палтиеля, Ахимаац (род. в Капуе, в 1017 году, умер около 1060 года в Ории), написал в рифмах летопись, в которой рассказана история рода автора.
Ахимаац рассказывает о скромности и щедрости Палтиеля. Однажды в Судный день он был вызван к Торе. Молящиеся поднялись при этом со своих мест, желая этим оказать честь Палтиелю, но он потребовал, чтобы все, за исключением детей, немедленно сели, объявив, что в противном случае он должен будет отказаться подняться на алмемар. По окончании чтения отрывка из Св. Писания Палтиель пожертвовал 5000 динариев на благотворительные цели, между прочим на иерусалимских бедных и на вавилонскую академию (сын и преемник Палтиеля, Самуил, пожертвовал на те же цели 20000 драхм).
В нееврейских источниках Палтиель не упоминается. Нидерландский востоковед М. Гуе отождествляет его с известным полководцем Джаухаром ас-Сакали, D. Kaufmann и W.J. Fischel с Якубом ибн Киллисом, Моше Гиль — с фатимидским полководцем Фейсал ибн Салихом, а Бернард Льюис — с Мусой ибн Елеазаром, который был взят в плен во время фатимидского завоевания Ории, и о котором известно, что он стал врачом халифа аль-Муизза, и был с ним во время завоевания Египта.